# 힐다 (애니메이션)
《힐다》(Hilda)는 루크 피어슨의 그래픽 노블인 《힐다의 모험》을 원작으로 하는 영국과 캐나다의 애니메이션 시리즈이다. 실버게이트 미디어와 머큐리 필름워크스가 제작한 이 작품은 소녀 힐다가 도시 트롤버그에서 펼치는 모험을 다루고 있다.
첫 두 에피소드는 2018년 2월 25일 뉴욕국제어린이영화축제(NYICFF)에서 처음 초연되었으며, 2018년 9월 21일 넷플릭스 독점으로 공개되었다.
2018년 10월에는 두 번째 시즌 제작이 확정되었으며, 이는 2020년 12월 14일에 공개되었다.

## 줄거리
주인공 힐다는 자신의 엄마 조애나와 반려 여우 트위그와 함께 유년기를 야생에서만 지낸 소녀이다. 힐다는 야생에서 사귄 친구인 엘프 알푸르와 함께 근교의 도시인 트롤버그로 이사가게 된다. 처음에는 새로운 도시 생활이 마음에 들지 않았지만, 이내 프리다와 데이비드라는 새 친구를 만나게 되고 트롤버그의 숨은 모험 거리를 찾게 된다.

## 등장인물
- 힐다(Hilda, 성우: 벨라 램지/변혜숙)
- 엄마(Mum, 성우: 데이지 해거드/김두리): 원래 이름은 조애나(Johanna)이다.
- 트위그(Twig)
- 프리다(Frida, 성우: 아미라 팔존오조/홍수정)
- 데이비드(David, 성우: 올리버 넬슨, 일런 갤코프(노래)/강유경)
- 알푸르(Alfur, 성우: 래즈머스 하디커/김지율)
- 나무 인간(Wood Man, 성우: 아코 미첼/정성훈)
- 트레버(Trevor, 성우: 리스 포크니)
- 한국어 추가 성우: 사성웅

## 에피소드

### 시즌 1
| 전체 번호 | 시즌 번호 | 제목 한국어판 제목                                        | 작가            | 본 공개 날짜    |
| --------- | --------- | --------------------------------------------------------- | --------------- | --------------- |
| 1         | 1         | "Chapter 1: The Hidden People" "제1장: 보이지 않는 이웃"  | 스테파니 심프슨 | 2018년 9월 21일 |
| 2         | 2         | "Chapter 2: The Midnight Giant" "제2장: 이사는 싫어"      | 스테파니 심프슨 | 2018년 9월 21일 |
| 3         | 3         | "Chapter 3: The Bird Parade" "제3장: 전설의 새"           | 케니 바이어리   | 2018년 9월 21일 |
| 4         | 4         | "Chapter 4: The Sparrow Scouts" "제4장: 힐다는 스카우트"  | 스테파니 심프슨 | 2018년 9월 21일 |
| 5         | 5         | "Chapter 5: The Troll Rock" "제5장: 아기 트롤 대소동"     | 케니 바이어리   | 2018년 9월 21일 |
| 6         | 6         | "Chapter 6: The Nightmare Spirit" "제6장: 악몽을 잡아라!" | 케니 바이어리   | 2018년 9월 21일 |
| 7         | 7         | "Chapter 7: The Lost Clan" "제7장: 그들의 목소리"         | 벤 조지프       | 2018년 9월 21일 |
| 8         | 8         | "Chapter 8: The Tide Mice" "제8장: 마법의 생쥐"           | 스테파니 심프슨 | 2018년 9월 21일 |
| 9         | 9         | "Chapter 9: The Ghost" "제9장: 청소는 누가?"              | 케니 바이어리   | 2018년 9월 21일 |
| 10        | 10        | "Chapter 10: The Storm" "제10장: 눈보라를 뚫고"           | 루크 피어슨     | 2018년 9월 21일 |
| 11        | 11        | "Chapter 11: The House in the Woods" "제11장: 숲속의 집"  | 벤 조지프       | 2018년 9월 21일 |
| 12        | 12        | "Chapter 12: The Nisse" "제12장: 도둑이 아니야!"          | 루크 피어슨     | 2018년 9월 21일 |
| 13        | 13        | "Chapter 13: The Black Hound" "제13장: 사냥개를 막아라!"  | 스테파니 심프슨 | 2018년 9월 21일 |

| 전 체 번 호 |  | 제목 한국어판 제목                                                 | 작가                          | 공개날 짜        |
| 1           |  | "Chapter 1: Troll Circle" "제1장: 트롤이 나타났다!"                | 스테파니 심프슨               | 2020년 12월 14일 |
| ----------- |  | ------------------------------------------------------------------ | ----------------------------- | ---------------- |
| 2           |  | "Chapter 2: The Draugen" "제2장: 드라우겐을 찾아서"                | 벤 조지프                     | 2020년 12월 14일 |
| 3           |  | "Chapter 3: The Witch" "제3장: 마녀의 미로"                        | 스테파니 심프슨 & 루크 피어슨 | 2020년 12월 14일 |
| 4           |  | "Chapter 4: The Eternal Warriors" "제4장: 죽지 않는 전사"          | 케니 바이어리                 | 2020년 12월 14일 |
| 5           |  | "Chapter 5: The Windmill" "제5장: 풍차가 수상해"                   | 루크 피어슨                   | 2020년 12월 14일 |
| 6           |  | "Chapter 6: The Old Bells of Trolberg" "제6장: 종소리를 멈춰라!"   | 브라이언 콘 & 가베 풀리엄     | 2020년 12월 14일 |
| 7           |  | "Chapter 7: The Beast of Cauldron Island" "제7장: 콜드론섬의 괴물" | 팀 매키언                     | 2020년 12월 14일 |
| 8           |  | "The Fifty Year Night" "제8장: 과거를 바꾸는 법"                   | 케니 바이어리                 | 2020년 12월 14일 |
| 9           |  | "The Deerfox" "제9장: 또 다른 사슴 여우"                           | 루크 피어슨                   | 2020년 12월 14일 |
| 10          |  | "The Yule Lads" "제10장: 율 요정의 비밀"                           | 토드 케이시                   | 2020년 12월 14일 |
| 11          |  | "The Joults Incident" "제11장: 조츠 과자 대소동"                   | 에밀리 브런딕                 | 2020년 12월 14일 |
| 12          |  | "The Replacement" "제12장: 안녕, 알푸르"                           | 토드 케이시                   | 2020년 12월 14일 |
| 13          |  | "The Stone Forest" "제13장: 이상한 숲속에서"                       | 스테파니 심프슨               | 2020년 12월 14일 |

## 제작
2016년 6월 15일 《더 뉴요커》를 통해 넷플릭스가 첫 4권의 책을 바탕으로 하여 12화 구성의 애니메이션 시리즈를 2018년 초기를 목표로 계획 중이라는 사실이 처음 언급되었다.
2016년 6월 21일에는 루크 피어슨과 노브로 프레스의 공동 설립자 샘 아서(Sam Arthur)가 실버게이트 미디어가 제작에 참여한다는 사실을 출판사 공식 홈페이지를 통해 밝혔다.

## 공개
첫 두 에피소드의 초연이 2018년 2월 25일 뉴욕국제어린이영화축제(NYICFF)에서 이루어졌다.
2018년 9월 21일 넷플릭스를 통해 전세계 독점 공개되었다.

## 반응

### 비평
코먼 센스 미디어의 에밀리 애슈비(Emily Ashby)는 작품을 평가하면서 별 5개 중 4개를 주었다. 주인공 힐다가 작품에서 최고이며, 이는 다양하고 흥미로운 등장인물, 딱 들어맞는 이야기와 애니메이션, 모두를 이끄는 판타지 세계 덕분에 가능하다고 설명하였다. 컬라이더의 앨리슨 킨(Allison Keene) 역시 별 5개 중 4개를 주면서 다음과 같이 말하였다. “(시청자들의) 나이와 상관 없이, 힐다는 미스터리가 가득하고 스릴 넘치는 모험 속으로 시청자들을 초대한다. 즐겁고 환상적인 세계 속에서 많은 생명들을 만나고 그들의 흥미로운 습성을 알아내어 그 속에서 마법을 찾아낸다. 비록 도시의 삶을 받아들여야 하지만 힐다는 어린시절 겪은 경이를 내버려두지 않는다. 우리 역시 그래서는 안 된다.”

### 수상 및 후보
| 연도 | 상     | 부문                                                                                           | 후보            | 결과 | 각주          |
| ---- | ------ | ---------------------------------------------------------------------------------------------- | --------------- | ---- | ------------- |
| 2019 | 애니상 | Best Animated Television/Broadcast Production For Children                                     | 《힐다》        | 수상 | [ 13 ] [ 14 ] |
| 2019 | 애니상 | Outstanding Achievement for Character Animation in an Animated Television/Broadcast Production | 스콧 루이스     | 수상 | [ 13 ] [ 14 ] |
| 2019 | 애니상 | Outstanding Achievement for Writing in an Animated Television / Broadcast Production           | 스테파니 심프슨 | 수상 | [ 13 ] [ 14 ] |

## 모바일 게임
2018년 10월 18일 iOS의 앱 스토어를 통해 영국의 BIGUMAKU사 개발한 모바일 게임 《Hilda Creatures》가 출시되었다. 안드로이드 버전은 구글 플레이를 통해 동년 12월 6일 출시되었다.